# IC 401
IC 401 est une galaxie spirale barrée située dans la constellation de l'Éridan. Sa vitesse par rapport au fond diffus cosmologique est de 3 352 ± 3 km/s, ce qui correspond à une distance de Hubble de 49,4 ± 3,5 Mpc (∼161 millions d'al). IC 401 a été découverte par l'astronome français Stéphane Javelle en 1893.
IC 401 est une galaxie dont le noyau brille dans le domaine de l'ultraviolet. Elle est inscrite dans le catalogue de Markarian sous la cote Mrk 1092 (MK 1092).
La classe de luminosité d'IC 401 est II et elle présente une large raie HI. Il est aussi possible que ce soit une galaxie LINER, c'est-à-dire une galaxie dont le noyau présente un spectre d'émission caractérisé par de larges raies d'atomes faiblement ionisés.
À ce jour, quatre mesures non basées sur le décalage vers le rouge (redshift) donnent une distance de 45,150 ± 1,237 Mpc (∼147 millions d'al), ce qui est à l'intérieur des valeurs de la distance de Hubble.

## Groupe de NGC 1752
IC 401 fait partie du groupe de NGC 1752 qui comprend au moins 4 galaxies. Les trois autres galaxies sont NGC 1752, NGC 1779 et IC 402.